# Exocentrus albizziae
Exocentrus albizziae är en skalbaggsart som beskrevs av Fisher 1932. Exocentrus albizziae ingår i släktet Exocentrus och familjen långhorningar. Inga underarter finns listade i Catalogue of Life.